# Видул Странски
 Тази статия е за войводата от Калофер.  За войводата от Кочмаларе (Отец Паисиево) вижте Видул войвода.  
Видул Странски е български хайдутин, войвода на хайдушка дружина и участник в четата на Хаджи Димитър.

## Биография
Роден е като Видул Иванов Ябанов в Калофер. Четата на хайдутина не се знае къде е била организирана, но през лятото на 1866 г. за нея се говори много по Стара планина, в Карловско и в Сремската долина. Тя минала и край Калофер. Късно през есента на 1866 г. Странски я разпуснал. После той преминал във Влашко и след това в Русия, като се установил в Бесарабия. Запазено е едно от имената на неговите четници: Христо Латин – също от Калофер. Знае се и за неговото приятелство със Стефан Караджа с когото са снимани в Белград. Умира в Одеса.